# Тараховка (Саратовская область)
Тараховка — хутор в Перелюбском районе Саратовской области. Входит в состав Натальиноярского муниципального образования. Основан в 1920-е годы.

## География
Хутор находится у истоков реки Тришкина, на расстоянии примерно 30 км (по прямой) к юго-востоку от села Перелюб, административного центра района.

## Население
| 2002 | 2010 |
| ---- | ---- |
| 416  | ↘380 |

### Национальный состав
Согласно результатам переписи 2002 года, в национальной структуре населения русские составляли 53 % из 416 чел., казахи — 36 %.